# Костелич, Ивица

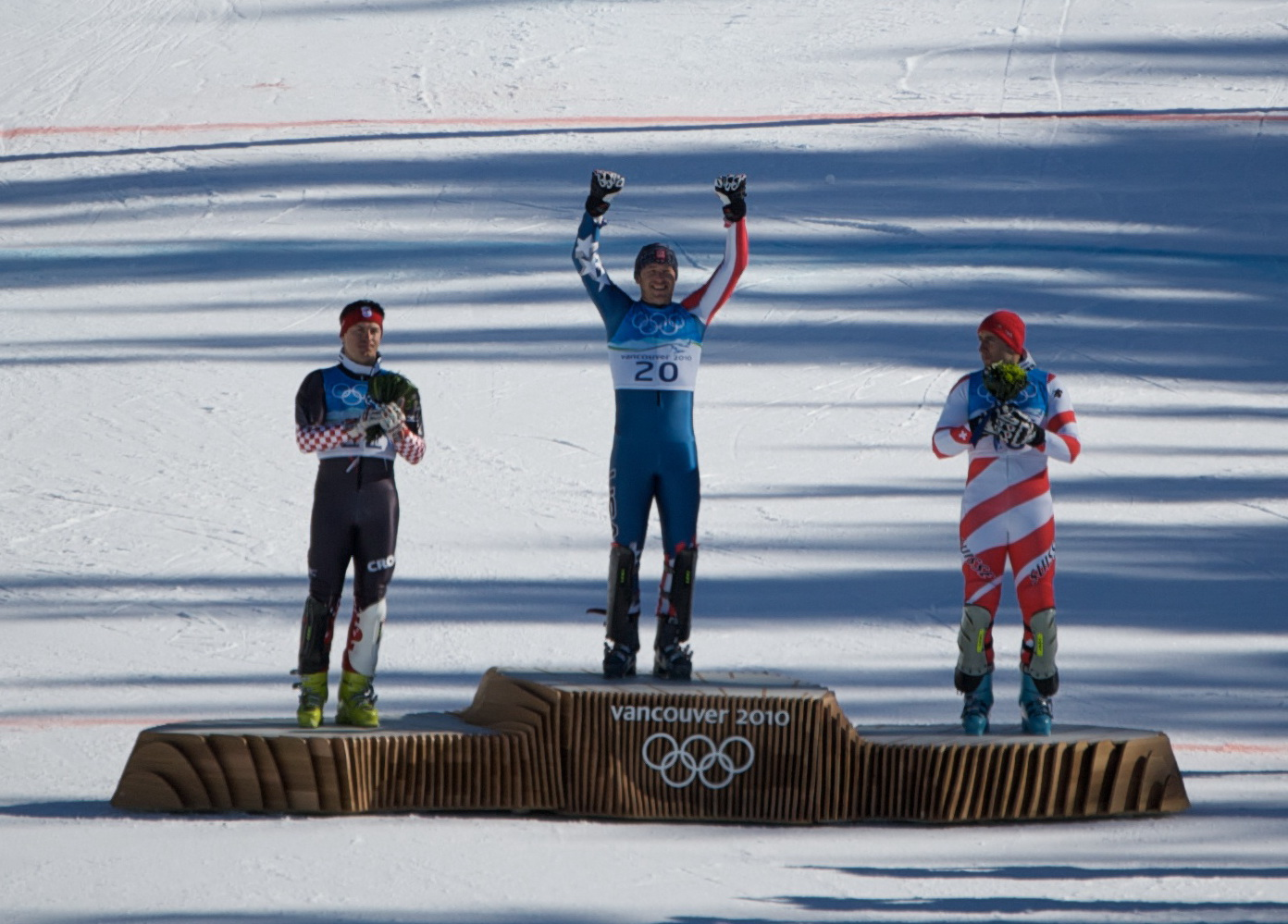
Ивица Костелич (слева) на призовом подиуме по итогам суперкомбинации на Олимпийских играх 2010 года в Ванкувере

И́вица Ко́стелич (хорв. Ivica Kostelić, 23 ноября 1979, Загреб, Хорватия, СФРЮ) — хорватский горнолыжник, четырёхкратный серебряный призёр Олимпийских игр в комбинации (2006), суперкомбинации (2010 и 2014) и слаломе (2010), чемпион мира 2003 года в слаломе, обладатель Кубка мира 2010/11 в общем зачёте. Старший брат 4-кратной олимпийской чемпионки по горнолыжному спорту Яницы Костелич. Наиболее успешно выступает в слаломе и комбинации.
На счету брата и сестры Костелич все 10 олимпийских наград Хорватии в горнолыжном спорте (4 золотых и 6 серебряных). Кроме этих 10 медалей на зимних Олимпиадах хорваты во всех видах спорта выиграли ещё лишь одну — в 2010 году в Ванкувере бронзу завоевал биатлонист Яков Фак.

## Общая информация
За карьеру Ивица выиграл 26 этапов Кубка мира: 15 — слалом, 1 — супергигант, 1 — параллельный слалом, 4 — комбинация и 5 — суперкомбинация. По количеству выигранных этапов хорват в входит 20-ку лучших в истории мужского Кубка мира. Наиболее успешный в карьере отрезок в Кубке мира у Костелича пришёлся на январь 2011 года, когда он за месяц сумел выиграть 7 этапов Кубка мира и ещё дважды занимал второе место. Ивица — единственный хорватский мужчина, побеждавший на этапах Кубка мира (все 30 побед хорватских женщин на счету Яницы). Кроме того, Ивица и Яница Костелич стали вторыми в истории родными братом и сестрой, которые выигрывали Кубок мира в общем зачёте после Ханни и Андреаса Венцель.
Пять раз признавался лучшим спортсменом года в Хорватии (2002, 2003, 2009—2011). Всего за карьеру участвовал в 4 Олимпийских играх и 9 чемпионатах мира. Последний раз выходил на старт в феврале 2017 года.
В 2014 году стал знаменосцем сборной Хорватии на церемонии открытия зимних Олимпийских игр в Сочи.
В 2014 году Ивица женился на своей подруге Элин, родом из Исландии. В октябре того же года Элин родила Ивице сына.

## Результаты на крупнейших соревнованиях

### Зимние Олимпийские игры
| Олимпийские игры    | Скоростной спуск | Супергигант | Гигантский слалом | Слалом | Комбинация |
| ------------------- | ---------------- | ----------- | ----------------- | ------ | ---------- |
| 2002 Солт-Лейк-Сити | —                | —           | 9                 | DNF    | —          |
| 2006 Турин          | —                | 31          | —                 | 6      | 2          |
| 2010 Ванкувер       | 18               | 16          | 7                 | 2      | 2          |
| 2014 Сочи           | —                | 24          | 27                | 9      | 2          |

### Завоёванные Кубки мира
- Общий зачёт: 2010/11
- Слалом (2): 2001/02, 2010/11
- Комбинация (2): 2010/11, 2011/12

### Победы на этапах Кубка мира (26)
| №  | Сезон   | Дата        | Место               | Дисциплина          |
| -- | ------- | ----------- | ------------------- | ------------------- |
| 1  | 2001/02 | 25 ноя 2001 | Аспен               | Слалом              |
| 2  | 2001/02 | 13 янв 2002 | Венген              | Слалом (2)          |
| 3  | 2001/02 | 9 мар 2002  | Флахау              | Слалом (3)          |
| 4  | 2002/03 | 16 дек 2002 | Сестриере           | Слалом (4)          |
| 5  | 2002/03 | 5 янв 2003  | Краньска-Гора       | Слалом (5)          |
| 6  | 2002/03 | 12 янв 2003 | Бормио              | Слалом (6)          |
| 7  | 2003/04 | 15 дек 2003 | Мадонна-ди-Кампильо | Слалом (7)          |
| 8  | 2006/07 | 10 дек 2006 | Райтеральм          | Суперкомбинация     |
| 9  | 2008/09 | 10 дек 2008 | Альта-Бадия         | Слалом (8)          |
| 10 | 2009/10 | 17 янв 2010 | Венген              | Слалом (9)          |
| 11 | 2009/10 | 24 янв 2010 | Кицбюэль            | Комбинация          |
| 12 | 2010/11 | 2 янв 2011  | Мюнхен              | Параллельный слалом |
| 13 | 2010/11 | 9 янв 2011  | Адельбоден          | Слалом (10)         |
| 14 | 2010/11 | 14 янв 2011 | Венген              | Суперкомбинация (2) |
| 15 | 2010/11 | 16 янв 2011 | Венген              | Слалом (11)         |
| 16 | 2010/11 | 21 янв 2011 | Кицбюэль            | Супергигант         |
| 17 | 2010/11 | 23 янв 2011 | Кицбюэль            | Комбинация (2)      |
| 18 | 2010/11 | 30 янв 2011 | Шамони              | Суперкомбинация (3) |
| 19 | 2011/12 | 8 дек 2011  | Бивер Крик          | Слалом (12)         |
| 20 | 2011/12 | 21 дек 2011 | Флахау              | Слалом (13)         |
| 21 | 2011/12 | 13 янв 2012 | Венген              | Суперкомбинация (4) |
| 22 | 2011/12 | 15 янв 2012 | Венген              | Слалом (14)         |
| 23 | 2011/12 | 22 янв 2012 | Кицбюэль            | Комбинация (3)      |
| 24 | 2011/12 | 12 фев 2012 | Красная Поляна      | Суперкомбинация (5) |
| 25 | 2012/13 | 27 янв 2013 | Кицбюэль            | Комбинация (4)      |
| 26 | 2012/13 | 10 мар 2013 | Краньска-Гора       | Слалом (15)         |